# Аннетт (ім'я)
Аннетт, Анетт, Аннетте — жіноче ім'я, початково зменшувальне від Анна, Анн. Як самостійте ім'я почало використовуватись в Греції.
Відомі носії:
- Аннет Бейд — американська артистка
- Аннетт Бем — німецька дзюдоїстка
- Аннетт Бенінг — американська акторка
- Аннетте Гаддінґ — німецька плавчиня
- Аннетте Геррітсен — нідерландська ковзанярка
- Аннетт Ґамм — німецька стрибунка у воду
- Аннетте Добмаєр — фехтувальниця
- Аннетте фон Дросте-Гюльсгофф — німецька поетеса і композиторка
- Аннетт Едмондсон — австралійська велогонщиця
- Аннетт ван Зіль — південноафриканська тенісистка
- Аннетте Клуг — німецька фехтувальниця
- Аннетте Кольб — німецька тенісистка
- Аннет Мейкін — британська письменниця
- Аннетте Поульсен — данська плавчиня
- Аннетт Роджерс — американська легкоатлетка
- Аннетт Салмін — американська плавчиня
- Аннет Фергюсон — шотландська астрономка
- Аннетте Шаван — німецька політикиня
- Аннетт Шварц — німецька порноакторка